# Zygophyllum rosovii
Zygophyllum rosovii är en pockenholtsväxtart som beskrevs av Aleksandr Andrejevitj Bunge. Zygophyllum rosovii ingår i släktet Zygophyllum och familjen pockenholtsväxter. Utöver nominatformen finns också underarten Z. r. latifolium.